# Ester
Ester je kemijska spojina, ki nastane ob reakciji alkoholov in karboksilnih kislin ob povišani temperaturi (180 °C) in prisotnosti žveplove kisline, ki je higroskopna (nase veže atome vodika in kisika v razmerju 2:1 (nase veže molekule vode)). Reakcijo imenujemo estrenje. Za estre je značilna esterska skupina (-COO-). Pri hidrolizi estrov nastanejo karboksilne skupine in alkoholi.
Estrenje je reakcija alkohola in kisline, pri kateri se odcepi voda. Obratni postopek je imenovan umiljenje. Pri njem iz estra in vode dobimo alkohol in kislino.
Najpomembnejši estri nastajajo iz karboksilnih kislin. Preprosti estri pri takih reakcijah so brezbarvne gorljive tekočine, ki imajo nizka vrelišča in dišijo po sadju. Višji estri so trdni, podobni voskom in brez vonja. So nevtralni, lažji od vode in večinoma netopni. Pri estrenju glicerola se ravno tako odcepi voda, dobimo pa popolnoma novo skupino skupino-LIPIDE oziroma  maščobe.
Estri imajo lahko tudi ciklično obliko molekule, vendar se jim potem spremeni ime - laktoni.